# Liste des chapelles de l'Oise
 (novembre 2024).
La liste des chapelles de l'Oise présente les chapelles de culte catholique situées sur le territoire des communes du départements français de l'Oise.
Il est fait état des diverses protections dont elles peuvent bénéficier, et notamment les inscriptions et classements au titre des monuments historiques.
Toutes sont situées dans le diocèse de Beauvais, Noyon et Senlis.

## Liste
| Chapelle                                                                                    | Commune                 | Adresse | Coordonnées                      | Notice         | Protection | Date | Illustration                                                                              |
| ------------------------------------------------------------------------------------------- | ----------------------- | ------- | -------------------------------- | -------------- | ---------- | ---- | ----------------------------------------------------------------------------------------- |
| Chapelle de Marie-Immaculée Consolatrice des Affligés d'Abancourt                           | Abancourt               |         | 49° 41′ 11″ nord, 1° 47′ 04″ est |                |            |      | Image manquante Téléverser                                                                |
| Chapelle du cimetière d'Acy-en-Multien                                                      | Acy-en-Multien          |         | 49° 06′ 20″ nord, 2° 57′ 06″ est |                |            |      | Chapelle du cimetière d'Acy-en-Multien                                                    |
| Chapelle des Déportés d'Agnetz                                                              | Agnetz                  |         | 49° 23′ 07″ nord, 2° 21′ 45″ est |                |            |      | Chapelle des Déportés d'Agnetz                                                            |
| Chapelle Saint-Rémy de l'ancien prieuré d'Agnetz                                            | Agnetz                  |         | 49° 23′ 59″ nord, 2° 23′ 38″ est |                |            |      | Chapelle Saint-Rémy de l'ancien prieuré d'Agnetz                                          |
| Chapelle miraculeuse de Ronquerolles                                                        | Agnetz                  |         | 49° 24′ 07″ nord, 2° 22′ 51″ est |                |            |      | Chapelle miraculeuse de Ronquerolles                                                      |
| Chapelle du château d'Amblainville                                                          | Amblainville            |         | 49° 12′ 14″ nord, 2° 08′ 24″ est |                |            |      | Image manquante Téléverser                                                                |
| Chapelle du cimetière d'Ansauvillers                                                        | Ansauvillers            |         | 49° 33′ 53″ nord, 2° 23′ 53″ est |                |            |      | Image manquante Téléverser                                                                |
| Chapelle de la maison de retraite d'Attichy                                                 | Attichy                 |         | 49° 24′ 37″ nord, 3° 03′ 22″ est |                |            |      | Image manquante Téléverser                                                                |
| Chapelle du prieuré de Notre-Dame-de-Cana de Troussures                                     | Auneuil                 |         | 49° 23′ 11″ nord, 1° 58′ 15″ est |                |            |      | Chapelle du prieuré de Notre-Dame-de-Cana de Troussures                                   |
| Chapelle Notre-Dame-de-la-Pitié d'Auneuil                                                   | Auneuil                 |         | à géolocaliser                   |                |            |      | Image manquante Téléverser                                                                |
| Chapelle du prieuré des Sœurs de Notre-Dame-de-Cana d'Auneuil                               | Auneuil                 |         | à géolocaliser                   |                |            |      | Image manquante Téléverser                                                                |
| Chapelle de Troussures                                                                      | Auneuil                 |         | à géolocaliser                   |                |            |      | Image manquante Téléverser                                                                |
| Chapelle Notre-Dame-du-Bon-Secours d'Avilly                                                 | Avilly-Saint-Léonard    |         | 49° 11′ 39″ nord, 2° 30′ 53″ est |                |            |      | Chapelle Notre-Dame-du-Bon-Secours d'Avilly                                               |
| Chapelle Notre-Dame-des-Sept-Douleurs dite chapelle Lorette de Bailleul-le-Soc              | Bailleul-le-Soc         |         | 49° 25′ 13″ nord, 2° 34′ 46″ est |                |            |      | Image manquante Téléverser                                                                |
| Chapelle Saint-Julien de la Ferme de Saint-Julien-le-Pauvre                                 | Bailleul-le-Soc         |         | 49° 24′ 36″ nord, 2° 36′ 11″ est |                |            |      | Image manquante Téléverser                                                                |
| Chapelle de Saint-Julien-le-Pauvre                                                          | Bailleul-le-Soc         |         | 49° 24′ 32″ nord, 2° 35′ 55″ est |                |            |      | Image manquante Téléverser                                                                |
| Chapelle Saint-Nicolas de Béthencourt                                                       | Bailleval               |         | 49° 20′ 54″ nord, 2° 28′ 22″ est |                |            |      | Image manquante Téléverser                                                                |
| Chapelle du cimetière de Notre-Dame-du-Thil                                                 | Beauvais                |         | 49° 26′ 31″ nord, 2° 04′ 48″ est | « PA00114503 » | Classé MH  | 1930 | Chapelle du cimetière de Notre-Dame-du-Thil                                               |
| Chapelle Saint-Joseph de Beauvais                                                           | Beauvais                |         | 49° 25′ 47″ nord, 2° 06′ 25″ est | « PA60000105 » | Inscrit MH | 2022 | Chapelle Saint-Joseph de Beauvais                                                         |
| Chapelle de Bracheux                                                                        | Beauvais                |         | 49° 25′ 33″ nord, 2° 06′ 52″ est |                |            |      | Chapelle de Bracheux                                                                      |
| Chapelle de la maladrerie Saint-Lazare de Beauvais                                          | Beauvais                |         | à géolocaliser                   |                |            |      | Image manquante Téléverser                                                                |
| Chapelle du centre hositalier de Beauvais                                                   | Beauvais                |         | à géolocaliser                   |                |            |      | Image manquante Téléverser                                                                |
| Chapelle du cimetière central de Beauvais                                                   | Beauvais                |         | 49° 26′ 20″ nord, 2° 05′ 02″ est |                |            |      | Chapelle du cimetière central de Beauvais                                                 |
| Chapelle du couvent des Ursulines de Beauvais                                               | Beauvais                |         | à géolocaliser                   |                |            |      | Image manquante Téléverser                                                                |
| Chapelle du lycée Jeanne-Hachette de Beauvais                                               | Beauvais                |         | à géolocaliser                   |                |            |      | Image manquante Téléverser                                                                |
| Chapelle du monastère du Carmel de Beauvais                                                 | Beauvais                |         | à géolocaliser                   |                |            |      | Image manquante Téléverser                                                                |
| Chapelle Saint-Vincent-de-Paul de Beauvais                                                  | Beauvais                |         | à géolocaliser                   |                |            |      | Image manquante Téléverser                                                                |
| Chapelle du cimetière général de Beauvais                                                   | Beauvais                |         | 49° 26′ 20″ nord, 2° 05′ 02″ est |                |            |      | Chapelle du cimetière général de Beauvais                                                 |
| Chapelle de l'Assomption de Macquelines                                                     | Betz                    |         | 49° 09′ 57″ nord, 2° 55′ 55″ est |                |            |      | Image manquante Téléverser                                                                |
| Chapelle de Blacourt                                                                        | Blacourt                |         | à géolocaliser                   |                |            |      | Image manquante Téléverser                                                                |
| Chapelle Saint-Remi de Blancfossé                                                           | Blancfossé              |         | 49° 40′ 11″ nord, 2° 11′ 27″ est |                |            |      | Image manquante Téléverser                                                                |
| Chapelle Saint-Vincent-Saint-Antoine du Berval                                              | Bonneuil-en-Valois      |         | 49° 16′ 19″ nord, 2° 58′ 02″ est |                |            |      | Chapelle Saint-Vincent-Saint-Antoine du Berval                                            |
| Chapelle Saint-Roch de Bonneuil-les-Eaux                                                    | Bonneuil-les-Eaux       |         | 49° 41′ 01″ nord, 2° 14′ 02″ est |                |            |      | Image manquante Téléverser                                                                |
| Chapelle de la comtesse de Montmorency de Breteuil                                          | Breteuil                |         | 49° 38′ 03″ nord, 2° 17′ 40″ est |                |            |      | Chapelle de la comtesse de Montmorency de Breteuil                                        |
| Chapelle Notre-Dame-de-la-Délivrance de Breteuil                                            | Breteuil                |         | à géolocaliser                   |                |            |      | Image manquante Téléverser                                                                |
| Chapelle Saint-Cyr de Breteuil                                                              | Breteuil                |         | 49° 38′ 09″ nord, 2° 18′ 26″ est |                |            |      | Image manquante Téléverser                                                                |
| Chapelle Saint-Arnould de Crapin                                                            | Breuil-le-Sec           |         | 49° 21′ 49″ nord, 2° 27′ 31″ est |                |            |      | Chapelle Saint-Arnould de Crapin                                                          |
| Chapelle Saint-Nicolas de Fresneaux                                                         | Bucamps                 |         | 49° 31′ 44″ nord, 2° 17′ 41″ est |                |            |      | Chapelle Saint-Nicolas de Fresneaux                                                       |
| Chapelle de Sainefontaine de Sainefontaine                                                  | Bulles                  |         | 49° 28′ 18″ nord, 2° 18′ 22″ est |                |            |      | Chapelle de Sainefontaine de Sainefontaine                                                |
| Chapelle Saint-Claude de Dury de Saint-Claude                                               | Bury                    |         | à géolocaliser                   |                |            |      | Chapelle Saint-Claude de Dury de Saint-Claude                                             |
| Chapelle du prieuré Saint-Pierre de l'Ordre réformé de Saint-Maur de Béthisy-Saint-Pierre   | Béthisy-Saint-Pierre    |         | à géolocaliser                   |                |            |      | Chapelle du prieuré Saint-Pierre de l'Ordre réformé de Saint-Maur de Béthisy-Saint-Pierre |
| Chapelle Saint-Paterne de Canny-sur-Thérain                                                 | Canny-sur-Thérain       |         | 49° 36′ 14″ nord, 1° 42′ 52″ est |                |            |      | Image manquante Téléverser                                                                |
| Chapelle de la commanderie de Saint-Antoine de Catenoy                                      | Catenoy                 |         | 49° 22′ 25″ nord, 2° 30′ 35″ est |                |            |      | Chapelle de la commanderie de Saint-Antoine de Catenoy                                    |
| Chapelle Notre-Dame-des-Sept-Douleurs de Catheux                                            | Catheux                 |         | 49° 39′ 00″ nord, 2° 07′ 10″ est |                |            |      | Image manquante Téléverser                                                                |
| Chapelle Saint-Roch de Soutraine                                                            | Cauffry                 |         | 49° 18′ 53″ nord, 2° 25′ 49″ est |                |            |      | Image manquante Téléverser                                                                |
| Chapelle Sainte-Restitute de Châteaurouge                                                   | Cauvigny                |         | 49° 17′ 51″ nord, 2° 15′ 43″ est | « PA00114569 » | Classé MH  | 1961 | Chapelle Sainte-Restitute de Châteaurouge                                                 |
| Chapelle du cimetière de Cempuis                                                            | Cempuis                 |         | 49° 39′ 06″ nord, 1° 59′ 29″ est |                |            |      | Image manquante Téléverser                                                                |
| Chapelle Ecce Homo de Cempuis                                                               | Cempuis                 |         | 49° 39′ 26″ nord, 1° 59′ 28″ est |                |            |      | Image manquante Téléverser                                                                |
| Chapelle Notre-Dame des Trois-Étots                                                         | Cernoy                  |         | 49° 26′ 54″ nord, 2° 32′ 12″ est | « PA00114571 » | Classé MH  | 1970 | Chapelle Notre-Dame des Trois-Étots                                                       |
| Chapelle monument aux morts de Cernoy                                                       | Cernoy                  |         | 49° 26′ 29″ nord, 2° 32′ 16″ est |                |            |      | Chapelle monument aux morts de Cernoy                                                     |
| Chapelle Notre-Dame-de-Bon-Secours de Chamant                                               | Chamant                 |         | 49° 12′ 44″ nord, 2° 36′ 05″ est |                |            |      | Chapelle Notre-Dame-de-Bon-Secours de Chamant                                             |
| Chapelle Saint-Aubin de Chambly                                                             | Chambly                 |         | 49° 09′ 59″ nord, 2° 14′ 36″ est | « PA00114574 » | Inscrit MH | 1927 | Chapelle Saint-Aubin de Chambly                                                           |
| Chapelle Sainte-Croix-en-Jérusalem de Chantilly                                             | Chantilly               |         | 49° 11′ 26″ nord, 2° 28′ 54″ est |                |            |      | Chapelle Sainte-Croix-en-Jérusalem de Chantilly                                           |
| Chapelle Saint-Laurent du centre gériatrique Condé de Chantilly                             | Chantilly               |         | 49° 11′ 38″ nord, 2° 27′ 47″ est |                |            |      | Image manquante Téléverser                                                                |
| Chapelle Saint-Louis du château de Chantilly                                                | Chantilly               |         | 49° 11′ 37″ nord, 2° 29′ 08″ est |                |            |      | Chapelle Saint-Louis du château de Chantilly                                              |
| Chapelle Saint-Paul du château de Chantilly                                                 | Chantilly               |         | 49° 11′ 33″ nord, 2° 29′ 19″ est |                |            |      | Chapelle Saint-Paul du château de Chantilly                                               |
| Chapelle Saint-Vincent-de-Paul de la résidence Louise de Marillac de Chantilly              | Chantilly               |         | 49° 11′ 39″ nord, 2° 27′ 50″ est |                |            |      | Chapelle Saint-Vincent-de-Paul de la résidence Louise de Marillac de Chantilly            |
| Chapelle Saint-Jean de Chantilly                                                            | Chantilly               |         | 49° 11′ 35″ nord, 2° 29′ 51″ est |                |            |      | Chapelle Saint-Jean de Chantilly                                                          |
| Chapelle de la Compassion de Chaumont-en-Vexin                                              | Chaumont-en-Vexin       |         | 49° 15′ 54″ nord, 1° 52′ 22″ est |                |            |      | Image manquante Téléverser                                                                |
| Chapelle funéraire de la famille Bellemère                                                  | Chepoix                 |         | 49° 36′ 31″ nord, 2° 23′ 11″ est | « PA60000061 » | Classé MH  | 2011 | Chapelle funéraire de la famille Bellemère                                                |
| Chapelle abbatiale de l'abbaye cistercienne Notre-Dame d'Ourscamp                           | Chiry-Ourscamp          |         | 49° 32′ 04″ nord, 2° 58′ 31″ est |                |            |      | Image manquante Téléverser                                                                |
| Chapelle Sainte-Anne de Chiry-Ourscamp                                                      | Chiry-Ourscamp          |         | à géolocaliser                   |                |            |      | Chapelle Sainte-Anne de Chiry-Ourscamp                                                    |
| Chapelle du cimetière de Choisy-au-Bac                                                      | Choisy-au-Bac           |         | 49° 26′ 08″ nord, 2° 53′ 20″ est |                |            |      | Image manquante Téléverser                                                                |
| Chapelle Notre-Dame-des-Trois-Chênes de Choisy-au-Bac                                       | Choisy-au-Bac           |         | 49° 26′ 18″ nord, 2° 53′ 30″ est |                |            |      | Image manquante Téléverser                                                                |
| Chapelle Saint-Martin du Tillet                                                             | Cires-lès-Mello         |         | 49° 15′ 29″ nord, 2° 19′ 50″ est |                |            |      | Image manquante Téléverser                                                                |
| Chapelle des Lardières                                                                      | Clermont                |         | 49° 22′ 25″ nord, 2° 24′ 25″ est |                |            |      | Chapelle des Lardières                                                                    |
| Chapelle du centre hospitalier général de Clermont                                          | Clermont                |         | 49° 22′ 46″ nord, 2° 24′ 40″ est |                |            |      | Chapelle du centre hospitalier général de Clermont                                        |
| Chapelle Sainte-Corneille de Compiègne                                                      | Compiègne               |         | 49° 23′ 52″ nord, 2° 53′ 18″ est | « PA00114607 » | Classé MH  | 1922 | Chapelle Sainte-Corneille de Compiègne                                                    |
| Chapelle de l'Immaculée-Conception de Compiègne                                             | Compiègne               |         | à géolocaliser                   |                |            |      | Image manquante Téléverser                                                                |
| Chapelle du camp d'internement et de déportation de Royallieu de Mémorial de la déportation | Compiègne               |         | à géolocaliser                   |                |            |      | Image manquante Téléverser                                                                |
| Chapelle du palais impérial de Compiègne                                                    | Compiègne               |         | à géolocaliser                   |                |            |      | Chapelle du palais impérial de Compiègne                                                  |
| Chapelle Notre-Dame-de-Bon-Secours de Compiègne                                             | Compiègne               |         | à géolocaliser                   |                |            |      | Image manquante Téléverser                                                                |
| Chapelle Notre-Dame-du-Sacré-Cœur dite chapelle de Royallieu de Compiègne                   | Compiègne               |         | à géolocaliser                   |                |            |      | Image manquante Téléverser                                                                |
| Chapelle Saint-Corneille de Maison Forestière de Saint-Corneille                            | Compiègne               |         | à géolocaliser                   |                |            |      | Image manquante Téléverser                                                                |
| Chapelle Saint-Jean-Paul II de Compiègne                                                    | Compiègne               |         | 49° 24′ 21″ nord, 2° 48′ 29″ est |                |            |      | Image manquante Téléverser                                                                |
| Chapelle Saint-Joseph de Compiègne                                                          | Compiègne               |         | à géolocaliser                   |                |            |      | Image manquante Téléverser                                                                |
| Chapelle Saint-Lazare de Compiègne                                                          | Compiègne               |         | à géolocaliser                   |                |            |      | Image manquante Téléverser                                                                |
| Chapelle Saint-Louis de l'hôpital de Compiègne                                              | Compiègne               |         | à géolocaliser                   |                |            |      | Image manquante Téléverser                                                                |
| Chapelle Saint-Nicolas de l'Hôtel-Dieu Saint-Nicolas-au-Pont de Compiègne                   | Compiègne               |         | 49° 25′ 07″ nord, 2° 49′ 23″ est |                |            |      | Image manquante Téléverser                                                                |
| Chapelle Notre-Dame-du-Bon-Secours de Cormeilles                                            | Cormeilles              |         | 49° 38′ 41″ nord, 2° 10′ 58″ est |                |            |      | Chapelle Notre-Dame-du-Bon-Secours de Cormeilles                                          |
| Chapelle Saint-Martin de Cormeilles                                                         | Cormeilles              |         | 49° 38′ 51″ nord, 2° 11′ 59″ est |                |            |      | Image manquante Téléverser                                                                |
| Chapelle du Planton de Cormeilles                                                           | Cormeilles              |         | 49° 38′ 40″ nord, 2° 10′ 58″ est |                |            |      | Image manquante Téléverser                                                                |
| Chapelle de Vaux                                                                            | Creil                   |         | à géolocaliser                   |                |            |      | Image manquante Téléverser                                                                |
| Chapelle du cimetière de Crillon                                                            | Crillon                 |         | 49° 31′ 26″ nord, 1° 55′ 22″ est |                |            |      | Image manquante Téléverser                                                                |
| Chapelle Notre-Dame-de-Clémence de Croissy-sur-Celle                                        | Croissy-sur-Celle       |         | 49° 41′ 58″ nord, 2° 10′ 20″ est |                |            |      | Image manquante Téléverser                                                                |
| Chapelle Notre-Dame de Crépy-en-Valois                                                      | Crépy-en-Valois         |         | 49° 14′ 00″ nord, 2° 53′ 29″ est |                |            |      | Chapelle Notre-Dame de Crépy-en-Valois                                                    |
| Chapelle Saint-Aubin du château des ducs de Valois de Crépy-en-Valois                       | Crépy-en-Valois         |         | à géolocaliser                   |                |            |      | Image manquante Téléverser                                                                |
| Chapelle Saint-Germain de Crépy-en-Valois                                                   | Crépy-en-Valois         |         | 49° 14′ 02″ nord, 2° 54′ 27″ est |                |            |      | Image manquante Téléverser                                                                |
| Chapelle Notre-Dame-de-Lourdes de Cuigy-en-Bray                                             | Cuigy-en-Bray           |         | 49° 25′ 34″ nord, 1° 49′ 34″ est |                |            |      | Image manquante Téléverser                                                                |
| Chapelle Sainte-Julie-Billiart de Cuvilly                                                   | Cuvilly                 |         | 49° 33′ 05″ nord, 2° 41′ 31″ est |                |            |      | Image manquante Téléverser                                                                |
| Chapelle Notre-Dame-de-la-Miséricorde de Daméraucourt                                       | Daméraucourt            |         | à géolocaliser                   |                |            |      | Image manquante Téléverser                                                                |
| Chapelle Saint-Denis de Daméraucourt                                                        | Daméraucourt            |         | à géolocaliser                   |                |            |      | Image manquante Téléverser                                                                |
| Chapelle Saint-Martin de Daméraucourt                                                       | Daméraucourt            |         | à géolocaliser                   |                |            |      | Image manquante Téléverser                                                                |
| Chapelle de la maison de retraite de Domfront                                               | Domfront                |         | 49° 36′ 04″ nord, 2° 33′ 26″ est |                |            |      | Image manquante Téléverser                                                                |
| Chapelle Saint-Hubert de la Lande                                                           | Esches                  |         | 49° 14′ 29″ nord, 2° 11′ 13″ est |                |            |      | Chapelle Saint-Hubert de la Lande                                                         |
| Chapelle de Feuquières                                                                      | Feuquières              |         | 49° 38′ 58″ nord, 1° 51′ 15″ est |                |            |      | Image manquante Téléverser                                                                |
| Chapelle Notre-Dame de Feuquières                                                           | Feuquières              |         | 49° 38′ 46″ nord, 1° 50′ 54″ est |                |            |      | Chapelle Notre-Dame de Feuquières                                                         |
| Chapelle Notre-Dame-du-Bon-Secours de Feuquières                                            | Feuquières              |         | 49° 38′ 34″ nord, 1° 50′ 44″ est |                |            |      | Image manquante Téléverser                                                                |
| Chapelle Sainte-Anne de Flavacourt                                                          | Flavacourt              |         | 49° 19′ 58″ nord, 1° 49′ 14″ est |                |            |      | Image manquante Téléverser                                                                |
| Chapelle ruinée du prieuré Saint-Christophe de Fleurines                                    | Fleurines               |         | 49° 15′ 37″ nord, 2° 35′ 51″ est |                |            |      | Chapelle ruinée du prieuré Saint-Christophe de Fleurines                                  |
| Chapelle Sainte-Marie dite chapelle de l'Abbé de Fontaine-Chaalis                           | Fontaine-Chaalis        |         | 49° 08′ 53″ nord, 2° 41′ 14″ est |                |            |      | Image manquante Téléverser                                                                |
| Chapelle Notre-Dame-de-Bon-Secours de Fontaine-Lavaganne                                    | Fontaine-Lavaganne      |         | à géolocaliser                   |                |            |      | Image manquante Téléverser                                                                |
| Chapelle Saint-Germain de Francastel                                                        | Francastel              |         | 49° 35′ 11″ nord, 2° 07′ 55″ est |                |            |      | Image manquante Téléverser                                                                |
| Chapelle Saint-Marcoul de Vattier-Voisin                                                    | Fresnoy-la-Rivière      |         | 49° 16′ 54″ nord, 2° 55′ 53″ est |                |            |      | Chapelle Saint-Marcoul de Vattier-Voisin                                                  |
| Chapelle Notre-Dame-du-Bon-Secours de Gannes                                                | Gannes                  |         | 49° 34′ 08″ nord, 2° 25′ 40″ est |                |            |      | Chapelle Notre-Dame-du-Bon-Secours de Gannes                                              |
| Chapelle du couvent des Sœurs de Saint-Joseph-de-Cluny de Gaudechart                        | Gaudechart              |         | à géolocaliser                   |                |            |      | Image manquante Téléverser                                                                |
| Chapelle Saint-Maur de Saint-Maur (Oise)                                                    | Gournay-sur-Aronde      |         | 49° 31′ 20″ nord, 2° 41′ 40″ est |                |            |      | Image manquante Téléverser                                                                |
| Chapelle de Gouvieux                                                                        | Gouvieux                |         | 49° 10′ 45″ nord, 2° 27′ 20″ est |                |            |      | Image manquante Téléverser                                                                |
| Chapelle Sainte-Catherine de la Montagne                                                    | Grandfresnoy            |         | 49° 22′ 18″ nord, 2° 38′ 35″ est |                |            |      | Image manquante Téléverser                                                                |
| Chapelle Saint-Jean du couvent des Sœurs grises de Grandvilliers                            | Grandvilliers           |         | à géolocaliser                   |                |            |      | Chapelle Saint-Jean du couvent des Sœurs grises de Grandvilliers                          |
| Chapelle Notre-Dame-de-Bon-Secours de Frétoy                                                | Grémévillers            |         | 49° 33′ 26″ nord, 1° 54′ 16″ est |                |            |      | Image manquante Téléverser                                                                |
| Chapelle funéraire de la famille de Berny                                                   | Guiscard                |         | 49° 39′ 39″ nord, 2° 02′ 47″ est | « PA60000030 » | Inscrit MH | 2000 | Image manquante Téléverser                                                                |
| Chapelle de la Trinité de Hardivillers                                                      | Hardivillers            |         | 49° 37′ 03″ nord, 2° 13′ 32″ est |                |            |      | Chapelle de la Trinité de Hardivillers                                                    |
| Chapelle Saint-Pierre de Hardivillers                                                       | Hardivillers            |         | 49° 36′ 35″ nord, 2° 13′ 03″ est |                |            |      | Chapelle Saint-Pierre de Hardivillers                                                     |
| Chapelle Notre-Dame-de-la-Merci de la Dreue                                                 | Hautbos                 |         | 49° 37′ 36″ nord, 1° 53′ 05″ est |                |            |      | Image manquante Téléverser                                                                |
| Chapelle Notre-Dame-de-Bon-Secours de Hermes                                                | Hermes                  |         | 49° 21′ 27″ nord, 2° 14′ 43″ est |                |            |      | Chapelle Notre-Dame-de-Bon-Secours de Hermes                                              |
| Chapelle Saint-Antoine de Hondainville                                                      | Hondainville            |         | 49° 20′ 09″ nord, 2° 18′ 13″ est |                |            |      | Chapelle Saint-Antoine de Hondainville                                                    |
| Chapelle dite de Boucquy de Varanval                                                        | Jaux                    |         | 49° 23′ 59″ nord, 2° 45′ 00″ est |                |            |      | Chapelle dite de Boucquy de Varanval                                                      |
| Chapelle du Carmel de Jonquières                                                            | Jonquières              |         | à géolocaliser                   |                |            |      | Image manquante Téléverser                                                                |
| Chapelle Notre-Dame de la Chair à Loup                                                      | Jouy-sous-Thelle        |         | 49° 18′ 09″ nord, 1° 57′ 12″ est |                |            |      | Chapelle Notre-Dame de la Chair à Loup                                                    |
| Chapelle Notre-Dame-de-Bon-Secours de la Roncière                                           | La Corne-en-Vexin       |         | 49° 17′ 24″ nord, 1° 53′ 36″ est |                |            |      | Image manquante Téléverser                                                                |
| Chapelle Sainte-Madeleine de La Neuville-Roy                                                | La Neuville-Roy         |         | à géolocaliser                   |                |            |      | Image manquante Téléverser                                                                |
| Chapelle du château de Lagny-le-Sec                                                         | Lagny-le-Sec            |         | 49° 05′ 22″ nord, 2° 44′ 35″ est |                |            |      | Chapelle du château de Lagny-le-Sec                                                       |
| Chapelle de la commanderie des Templiers de Laigneville                                     | Laigneville             |         | 49° 17′ 38″ nord, 2° 26′ 45″ est |                |            |      | Chapelle de la commanderie des Templiers de Laigneville                                   |
| Chapelle Notre-Dame-de-Lourdes de Laigneville                                               | Laigneville             |         | 49° 17′ 39″ nord, 2° 26′ 44″ est |                |            |      | Chapelle Notre-Dame-de-Lourdes de Laigneville                                             |
| Chapelle Saint-Louis de Sailleville                                                         | Laigneville             |         | 49° 18′ 20″ nord, 2° 27′ 03″ est |                |            |      | Chapelle Saint-Louis de Sailleville                                                       |
| Chapelle Saint-Vaast du Lys                                                                 | Lamorlaye               |         | 49° 09′ 37″ nord, 2° 23′ 30″ est |                |            |      | Image manquante Téléverser                                                                |
| Chapelle du Dieu de Pitié de Lannoy-Cuillère                                                | Lannoy-Cuillère         |         | 49° 42′ 17″ nord, 1° 43′ 37″ est |                |            |      | Chapelle du Dieu de Pitié de Lannoy-Cuillère                                              |
| Chapelle Saint-Pierre de Laverrière                                                         | Laverrière              |         | à géolocaliser                   |                |            |      | Image manquante Téléverser                                                                |
| Chapelle Sainte-Anne du Coudray-Saint-Germer                                                | Le Coudray-Saint-Germer |         | à géolocaliser                   |                |            |      | Image manquante Téléverser                                                                |
| Chapelle Notre-Dame-de-Bon-Secours du Mesnil-Conteville                                     | Le Mesnil-Conteville    |         | 49° 39′ 59″ nord, 2° 04′ 44″ est |                |            |      | Image manquante Téléverser                                                                |
| Chapelle castrale du château de Théribus                                                    | Le Mesnil-Théribus      |         | 49° 18′ 28″ nord, 1° 59′ 15″ est |                |            |      | Chapelle castrale du château de Théribus                                                  |
| Chapelle du cimetière du Plessier-sur-Bulles                                                | Le Plessier-sur-Bulles  |         | 49° 29′ 27″ nord, 2° 18′ 47″ est |                |            |      | Chapelle du cimetière du Plessier-sur-Bulles                                              |
| Chapelle du cimetière du Plessis-Brion                                                      | Le Plessis-Brion        |         | 49° 27′ 46″ nord, 2° 53′ 18″ est |                |            |      | Image manquante Téléverser                                                                |
| Chapelle Saint-Georges des Ageux                                                            | Les Ageux               |         | 49° 18′ 59″ nord, 2° 36′ 00″ est |                |            |      | Chapelle Saint-Georges des Ageux                                                          |
| Chapelle Saint-Leu du Boulleaume                                                            | Lierville               |         | à géolocaliser                   |                |            |      | Image manquante Téléverser                                                                |
| Chapelle Saint-Adrien de Loueuse                                                            | Loueuse                 |         | 49° 36′ 20″ nord, 1° 49′ 38″ est |                |            |      | Image manquante Téléverser                                                                |
| Chapelle Saint-Sauveur de Léglantiers                                                       | Léglantiers             |         | 49° 30′ 05″ nord, 2° 32′ 19″ est |                |            |      | Image manquante Téléverser                                                                |
| Chapelle Sainte-Marie-Madeleine de Maignelay-Montigny                                       | Maignelay-Montigny      |         | 49° 33′ 15″ nord, 2° 31′ 37″ est | « PA00114732 » | Classé MH  | 1922 | Chapelle Sainte-Marie-Madeleine de Maignelay-Montigny                                     |
| Chapelle des Saintes-Hosties de Marseille-en-Beauvaisis                                     | Marseille-en-Beauvaisis |         | 49° 34′ 34″ nord, 1° 57′ 11″ est |                |            |      | Chapelle des Saintes-Hosties de Marseille-en-Beauvaisis                                   |
| Chapelle Saint-Clair de Maulers                                                             | Maulers                 |         | 49° 32′ 54″ nord, 2° 10′ 10″ est |                |            |      | Image manquante Téléverser                                                                |
| Chapelle des Sellières de Mello                                                             | Mello                   |         | 49° 16′ 43″ nord, 2° 22′ 22″ est |                |            |      | Image manquante Téléverser                                                                |
| Chapelle Sainte-Anne de Mello                                                               | Mello                   |         | 49° 16′ 22″ nord, 2° 22′ 42″ est | « PA00114742 » | Inscrit MH | 1989 | Image manquante Téléverser                                                                |
| Chapelle du cimetière de Moliens                                                            | Moliens                 |         | 49° 40′ 09″ nord, 1° 48′ 51″ est |                |            |      | Image manquante Téléverser                                                                |
| Chapelle Notre-Dame-du-Sacré-Cœur de Pleuville-Moliens                                      | Moliens                 |         | 49° 40′ 02″ nord, 1° 49′ 24″ est |                |            |      | Image manquante Téléverser                                                                |
| Chapelle dite du Mont Calvaire de Monchy-Humières                                           | Monchy-Humières         |         | 49° 28′ 22″ nord, 2° 45′ 30″ est |                |            |      | Image manquante Téléverser                                                                |
| Chapelle castrale Sainte-Madeleine de Mont-l'Évêque                                         | Mont-l'Évêque           |         | 49° 11′ 38″ nord, 2° 37′ 45″ est |                |            |      | Chapelle castrale Sainte-Madeleine de Mont-l'Évêque                                       |
| Chapelle Jésus-Maria de Montreuil-sur-Brêche                                                | Montreuil-sur-Brêche    |         | 49° 30′ 37″ nord, 2° 16′ 08″ est |                |            |      | Image manquante Téléverser                                                                |
| Chapelle Saint-Jean de Couvremont                                                           | Montreuil-sur-Brêche    |         | 49° 30′ 40″ nord, 2° 15′ 47″ est |                |            |      | Image manquante Téléverser                                                                |
| Chapelle Saint-Prix de Montreuil-sur-Brêche                                                 | Montreuil-sur-Brêche    |         | 49° 30′ 33″ nord, 2° 16′ 29″ est |                |            |      | Image manquante Téléverser                                                                |
| Chapelle Saint-Annobert de Morienval                                                        | Morienval               |         | 49° 17′ 39″ nord, 2° 55′ 45″ est |                |            |      | Image manquante Téléverser                                                                |
| Chapelle Notre-Dame-de-Bon-Secours de Montmélian                                            | Mortefontaine           |         | 49° 05′ 28″ nord, 2° 34′ 46″ est |                |            |      | Chapelle Notre-Dame-de-Bon-Secours de Montmélian                                          |
| Chapelle du cimetière de Mortefontaine-en-Thelle                                            | Mortefontaine-en-Thelle |         | 49° 15′ 41″ nord, 2° 11′ 26″ est |                |            |      | Chapelle du cimetière de Mortefontaine-en-Thelle                                          |
| Chapelle de Morvillers                                                                      | Morvillers              |         | 49° 34′ 39″ nord, 1° 52′ 34″ est |                |            |      | Chapelle de Morvillers                                                                    |
| Chapelle Saint-Marc de Mory-Montcrux                                                        | Mory-Montcrux           |         | 49° 35′ 56″ nord, 2° 24′ 09″ est |                |            |      | Image manquante Téléverser                                                                |
| Chapelle du cimetière de Moyenneville                                                       | Moyenneville            |         | 49° 29′ 22″ nord, 2° 37′ 45″ est |                |            |      | Image manquante Téléverser                                                                |
| Chapelle Notre-Dame-de-Méry de Méry-la-Bataille                                             | Méry-la-Bataille        |         | 49° 33′ 13″ nord, 2° 37′ 47″ est |                |            |      | Image manquante Téléverser                                                                |
| Chapelle de l'Hôtel-Dieu de Nanteuil-le-Haudouin                                            | Nanteuil-le-Haudouin    |         | 49° 08′ 17″ nord, 2° 48′ 43″ est |                |            |      | Chapelle de l'Hôtel-Dieu de Nanteuil-le-Haudouin                                          |
| Chapelle Notre-Dame-des-Marais de Nanteuil-le-Haudouin                                      | Nanteuil-le-Haudouin    |         | 49° 08′ 59″ nord, 2° 48′ 30″ est |                |            |      | Chapelle Notre-Dame-des-Marais de Nanteuil-le-Haudouin                                    |
| Chapelle Saint-Christophe-et-Saint-Jacques d'Auvillers                                      | Neuilly-sous-Clermont   |         | 49° 21′ 24″ nord, 2° 23′ 42″ est |                |            |      | Chapelle Saint-Christophe-et-Saint-Jacques d'Auvillers                                    |
| Chapelle de la commanderie des Templiers de Neuilly-sous-Clermont                           | Neuilly-sous-Clermont   |         | 49° 20′ 45″ nord, 2° 24′ 48″ est |                |            |      | Chapelle de la commanderie des Templiers de Neuilly-sous-Clermont                         |
| Chapelle de la Miséricorde de Noailles                                                      | Noailles                |         | 49° 19′ 42″ nord, 2° 12′ 07″ est |                |            |      | Chapelle de la Miséricorde de Noailles                                                    |
| Chapelle de la maison de retraite Saint-Vincent-de-Paul de Nogent-sur-Oise                  | Nogent-sur-Oise         |         | 49° 16′ 34″ nord, 2° 28′ 49″ est |                |            |      | Image manquante Téléverser                                                                |
| Chapelle Notre-Dame-de-la-Route de Nointel                                                  | Nointel                 |         | 49° 22′ 35″ nord, 2° 29′ 14″ est |                |            |      | Chapelle Notre-Dame-de-la-Route de Nointel                                                |
| Chapelle Sainte-Reine de Noirémont                                                          | Noirémont               |         | 49° 33′ 02″ nord, 2° 12′ 30″ est |                |            |      | Image manquante Téléverser                                                                |
| Chapelle Saint-Vaast de Nourard-le-Franc                                                    | Nourard-le-Franc        |         | 49° 30′ 03″ nord, 2° 21′ 34″ est |                |            |      | Image manquante Téléverser                                                                |
| Chapelle épiscopale Saint-Nicolas de Noyon                                                  | Noyon                   |         | 49° 34′ 54″ nord, 3° 00′ 03″ est |                |            |      | Chapelle épiscopale Saint-Nicolas de Noyon                                                |
| Chapelle Saint-Rieul de Vérines                                                             | Néry                    |         | 49° 15′ 57″ nord, 2° 47′ 08″ est |                |            |      | Chapelle Saint-Rieul de Vérines                                                           |
| Chapelle Saint-Martin d'Épeaux                                                              | Omécourt                |         | 49° 37′ 01″ nord, 1° 49′ 16″ est |                |            |      | Image manquante Téléverser                                                                |
| Chapelle Saint-Louis de Mongrésin                                                           | Orry-la-Ville           |         | à géolocaliser                   |                |            |      | Chapelle Saint-Louis de Mongrésin                                                         |
| Chapelle Saint-Claude de Sorel                                                              | Orvillers-Sorel         |         | 49° 34′ 17″ nord, 2° 42′ 09″ est |                |            |      | Image manquante Téléverser                                                                |
| Chapelle Notre-Dame-de-la-Bonne-Mort de Paillart                                            | Paillart                |         | 49° 40′ 05″ nord, 2° 19′ 35″ est |                |            |      | Image manquante Téléverser                                                                |
| Chapelle Saint-Lugle-et-Saint-Luglien de Paillart                                           | Paillart                |         | 49° 40′ 13″ nord, 2° 19′ 22″ est |                |            |      | Image manquante Téléverser                                                                |
| Chapelle Saint-Sylvain de Paillart                                                          | Paillart                |         | 49° 40′ 12″ nord, 2° 19′ 37″ est |                |            |      | Image manquante Téléverser                                                                |
| Chapelle du château de Pierrefonds                                                          | Pierrefonds             |         | 49° 20′ 49″ nord, 2° 58′ 50″ est |                |            |      | Chapelle du château de Pierrefonds                                                        |
| Chapelle du cimetière de Lèvremont                                                          | Plainval                |         | 49° 31′ 41″ nord, 2° 27′ 32″ est |                |            |      | Chapelle du cimetière de Lèvremont                                                        |
| Chapelle de Ravenel                                                                         | Ravenel                 |         | 49° 30′ 54″ nord, 2° 29′ 48″ est |                |            |      | Chapelle de Ravenel                                                                       |
| Chapelle de Saint-Germer                                                                    | Reilly                  |         | 49° 14′ 37″ nord, 1° 50′ 48″ est | « PA00114830 » | Inscrit MH | 1929 | Chapelle de Saint-Germer                                                                  |
| Chapelle de l'Épine de Ressons-sur-Matz                                                     | Ressons-sur-Matz        |         | 49° 32′ 37″ nord, 2° 44′ 35″ est |                |            |      | Image manquante Téléverser                                                                |
| Chapelle du cimetière de Ressons-sur-Matz                                                   | Ressons-sur-Matz        |         | 49° 32′ 01″ nord, 2° 44′ 52″ est |                |            |      | Image manquante Téléverser                                                                |
| Chapelle Saint-Maur du Plessis Chatelain                                                    | Rocquemont              |         | 49° 16′ 34″ nord, 2° 48′ 29″ est |                |            |      | Image manquante Téléverser                                                                |
| Chapelle de Bernapré                                                                        | Romescamps              |         | 49° 42′ 15″ nord, 1° 47′ 12″ est |                |            |      | Image manquante Téléverser                                                                |
| Chapelle Notre-Dame de Carroix                                                              | Romescamps              |         | 49° 42′ 50″ nord, 1° 49′ 18″ est |                |            |      | Image manquante Téléverser                                                                |
| Chapelle Saint-Jean-Baptiste de Hardencourt                                                 | Rosoy                   |         | 49° 20′ 06″ nord, 2° 31′ 09″ est |                |            |      | Chapelle Saint-Jean-Baptiste de Hardencourt                                               |
| Chapelle de la Mère-de-Douleurs de Rotangy                                                  | Rotangy                 |         | 49° 35′ 10″ nord, 2° 04′ 52″ est |                |            |      | Chapelle de la Mère-de-Douleurs de Rotangy                                                |
| Chapelle Polydor de Rotangy                                                                 | Rotangy                 |         | 49° 35′ 24″ nord, 2° 05′ 49″ est |                |            |      | Image manquante Téléverser                                                                |
| Chapelle du cimetière de Merle                                                              | Rouvroy-les-Merles      |         | 49° 38′ 51″ nord, 2° 22′ 04″ est |                |            |      | Image manquante Téléverser                                                                |
| Chapelle du prieuré Saint-Nicolas de Merle                                                  | Rouvroy-les-Merles      |         | 49° 38′ 51″ nord, 2° 22′ 08″ est |                |            |      | Image manquante Téléverser                                                                |
| Chapelle du prieuré Saint-Victor de Bray                                                    | Rully                   |         | 49° 14′ 17″ nord, 2° 41′ 38″ est |                |            |      | Chapelle du prieuré Saint-Victor de Bray                                                  |
| Chapelle Saint-Martin de Fosse-Martin                                                       | Réez-Fosse-Martin       |         | 49° 05′ 04″ nord, 2° 54′ 13″ est |                |            |      | Chapelle Saint-Martin de Fosse-Martin                                                     |
| Chapelle du cimetière de Sains-Morainvillers                                                | Sains-Morainvillers     |         | 49° 34′ 14″ nord, 2° 27′ 48″ est |                |            |      | Image manquante Téléverser                                                                |
| Chapelle de Saint-André-Farivillers                                                         | Saint-André-Farivillers |         | 49° 35′ 06″ nord, 2° 17′ 42″ est |                |            |      | Chapelle de Saint-André-Farivillers                                                       |
| Chapelle de Marcoquet                                                                       | Saint-Arnoult           |         | 49° 38′ 32″ nord, 1° 48′ 21″ est |                |            |      | Chapelle de Marcoquet                                                                     |
| Chapelle de Saint-Arnoult                                                                   | Saint-Arnoult           |         | 49° 38′ 25″ nord, 1° 48′ 20″ est |                |            |      | Image manquante Téléverser                                                                |
| Sainte-Chapelle de Saint-Germer-de-Fly                                                      | Saint-Germer-de-Fly     |         | 49° 26′ 37″ nord, 1° 46′ 53″ est |                |            |      | Sainte-Chapelle de Saint-Germer-de-Fly                                                    |
| Chapelle de Flambermont                                                                     | Saint-Martin-le-Nœud    |         | 49° 23′ 51″ nord, 2° 03′ 21″ est |                |            |      | Image manquante Téléverser                                                                |
| Chapelle Notre-Dame-de-Lourdes de Saint-Martin-le-Nœud                                      | Saint-Martin-le-Nœud    |         | 49° 23′ 51″ nord, 2° 03′ 21″ est |                |            |      | Image manquante Téléverser                                                                |
| Chapelle Notre-Dame de Haleine                                                              | Saint-Thibault          |         | à géolocaliser                   |                |            |      | Image manquante Téléverser                                                                |
| Chapelle Notre-Dame-de-Bon-Secours des Calais                                               | Saint-Thibault          |         | 49° 41′ 19″ nord, 1° 49′ 36″ est |                |            |      | Image manquante Téléverser                                                                |
| Chapelle Saint-Nicolas de Barisseuse                                                        | Saint-Vaast-lès-Mello   |         | 49° 16′ 55″ nord, 2° 23′ 51″ est |                |            |      | Chapelle Saint-Nicolas de Barisseuse                                                      |
| Chapelle Saint-Médard de la Rosière                                                         | Salency                 |         | 49° 34′ 40″ nord, 3° 03′ 18″ est |                |            |      | Chapelle Saint-Médard de la Rosière                                                       |
| Chapelle Notre-Dame-de-la-Viéville de Sarcus                                                | Sarcus                  |         | 49° 40′ 57″ nord, 1° 52′ 37″ est |                |            |      | Image manquante Téléverser                                                                |
| Chapelle de Corbeauval-en-Bray                                                              | Senantes                |         | 49° 28′ 59″ nord, 1° 49′ 45″ est |                |            |      | Image manquante Téléverser                                                                |
| Chapelle de la clinique Saint-Joseph de Senlis                                              | Senlis                  |         | 49° 12′ 29″ nord, 2° 34′ 59″ est |                |            |      | Image manquante Téléverser                                                                |
| Chapelle de l'hôpital de la Charité de Senlis                                               | Senlis                  |         | 49° 12′ 14″ nord, 2° 35′ 13″ est |                |            |      | Chapelle de l'hôpital de la Charité de Senlis                                             |
| Chapelle du chancelier Guérin de l'ancien palais épiscopal de Senlis                        | Senlis                  |         | 49° 12′ 23″ nord, 2° 35′ 11″ est |                |            |      | Chapelle du chancelier Guérin de l'ancien palais épiscopal de Senlis                      |
| Chapelle Notre-Dame-de-la-Charité du couvent des Carmes de Senlis                           | Senlis                  |         | à géolocaliser                   |                |            |      | Image manquante Téléverser                                                                |
| Chapelle Saint-Lazare du centre hospitalier de Senlis                                       | Senlis                  |         | à géolocaliser                   |                |            |      | Chapelle Saint-Lazare du centre hospitalier de Senlis                                     |
| Chapelle Saint-Denis du château royal de Senlis                                             | Senlis                  |         | 49° 12′ 27″ nord, 2° 35′ 05″ est |                |            |      | Chapelle Saint-Denis du château royal de Senlis                                           |
| Chapelle Saint-Nicolas du Petit Sérans                                                      | Serans                  |         | 49° 12′ 19″ nord, 1° 49′ 53″ est |                |            |      | Image manquante Téléverser                                                                |
| Chapelle Saint-Blaise de Tillard                                                            | Silly-Tillard           |         | 49° 20′ 03″ nord, 2° 10′ 18″ est | « PA00114912 » | Classé MH  | 1909 | Chapelle Saint-Blaise de Tillard                                                          |
| Chapelle du cimetière de Songeons                                                           | Songeons                |         | 49° 33′ 01″ nord, 1° 51′ 23″ est |                |            |      | Image manquante Téléverser                                                                |
| Chapelle Notre-Dame de Therdonne                                                            | Therdonne               |         | 49° 25′ 08″ nord, 2° 09′ 18″ est |                |            |      | Chapelle Notre-Dame de Therdonne                                                          |
| Chapelle castrale de Thiers-sur-Thève                                                       | Thiers-sur-Thève        |         | 49° 09′ 11″ nord, 2° 34′ 17″ est |                |            |      | Chapelle castrale de Thiers-sur-Thève                                                     |
| Chapelle Saint-Albin de Montagne Saint-Albin                                                | Thiescourt              |         | 49° 33′ 14″ nord, 2° 52′ 22″ est |                |            |      | Image manquante Téléverser                                                                |
| Chapelle castrale du Ply                                                                    | Thérines                |         | à géolocaliser                   |                |            |      | Image manquante Téléverser                                                                |
| Chapelle de la Vierge de Houssoye-le-Farcy                                                  | Troissereux             |         | 49° 29′ 16″ nord, 2° 04′ 05″ est |                |            |      | Chapelle de la Vierge de Houssoye-le-Farcy                                                |
| Chapelle Sainte-Geneviève de Chavres                                                        | Vauciennes              |         | 49° 12′ 56″ nord, 2° 59′ 43″ est | « PA00114937 » | Inscrit MH | 1951 | Chapelle Sainte-Geneviève de Chavres                                                      |
| Chapelle du centre spirituel diocésain de Loisy                                             | Ver-sur-Launette        |         | 49° 06′ 51″ nord, 2° 38′ 29″ est |                |            |      | Chapelle du centre spirituel diocésain de Loisy                                           |
| Chapelle Notre-Dame-des-Monts de Verberie                                                   | Verberie                |         | 49° 18′ 13″ nord, 2° 43′ 35″ est | « PA60000075 » | Inscrit MH | 2008 | Chapelle Notre-Dame-des-Monts de Verberie                                                 |
| Chapelle castrale de la Sainte-Trinité de Mercastel                                         | Villers-Vermont         |         | 49° 34′ 56″ nord, 1° 43′ 19″ est |                |            |      | Image manquante Téléverser                                                                |
| Chapelle Saint-Antoine de Villers-Vermont                                                   | Villers-Vermont         |         | à géolocaliser                   |                |            |      | Image manquante Téléverser                                                                |
| Chapelle Saint-Denis de Villers-Vicomte                                                     | Villers-Vicomte         |         | 49° 38′ 25″ nord, 2° 14′ 08″ est |                |            |      | Image manquante Téléverser                                                                |
| Chapelle Sainte-Marie-Madeleine de Villeselve                                               | Villeselve              |         | 49° 41′ 20″ nord, 3° 06′ 44″ est |                |            |      | Image manquante Téléverser                                                                |
| Chapelle Saint-Pierre-Saint-Paul de Vineuil-Saint-Firmin                                    | Vineuil-Saint-Firmin    |         | 49° 11′ 55″ nord, 2° 29′ 17″ est |                |            |      | Chapelle Saint-Pierre-Saint-Paul de Vineuil-Saint-Firmin                                  |
| Chapelle Saint-Séverin de Merlemont                                                         | Warluis                 |         | 49° 23′ 09″ nord, 2° 10′ 47″ est | « PA00114999 » | Classé MH  | 1993 | Chapelle Saint-Séverin de Merlemont                                                       |
| Chapelle de l'abbaye de Saint-Arnoult                                                       | Warluis                 |         | 49° 22′ 38″ nord, 2° 10′ 36″ est |                |            |      | Chapelle de l'abbaye de Saint-Arnoult                                                     |
| Chapelle funéraire d'Éragny-sur-Epte                                                        | Éragny-sur-Epte         |         | 49° 19′ 16″ nord, 1° 46′ 33″ est |                |            |      | Image manquante Téléverser                                                                |
| Chapelle funéraire Pigeard-Aubert d'Éragny-sur-Epte                                         | Éragny-sur-Epte         |         | 49° 19′ 18″ nord, 1° 46′ 30″ est |                |            |      | Image manquante Téléverser                                                                |